# Przasnysz (stacja kolejowa)
Przasnysz – zlikwidowana wąskotorowa towarowa stacja kolejowa w Przasnyszu, w województwie mazowieckim, w Polsce.